# Грудкув
Грудкув (пол. Gródków) — село в Польщі, у гміні Псари Бендзинського повіту Сілезького воєводства.
Населення — 955 осіб (2011).
У 1975-1998 роках село належало до Катовицького воєводства.

## Демографія
Демографічна структура станом на 31 березня 2011 року:
|          | Загалом | Допрацездатний вік | Працездатний вік | Постпрацездатний вік |
| -------- | ------- | ------------------ | ---------------- | -------------------- |
| Чоловіки | 427     | 62                 | 300              | 65                   |
| Жінки    | 528     | 95                 | 287              | 146                  |
| Разом    | 955     | 157                | 587              | 211                  |